# Umwani
Umwani es un género de arañas araneomorfas de la familia Cyatholipidae. Se encuentra en Tanzania y Malaui.

## Lista de especies
Según The World Spider Catalog 12.0:
- Umwani anymphos Griswold, 2001
- Umwani artigamos Griswold, 2001